# Lorne Michaels
Lorne Michael Lipowitz, (født 17. november 1944 i Toronto i Canada), er en TV-producent og manuskriptforfatter. 
Michaels har skrevet en række tv-serier under i slutningen af 1960'erne og i begyndelsen af 1970'erne, men er mest kendt for sin medvirken i i det amerikanske tv-program Saturday Night Live, hvor han har været producent og manuskriptforfatter i to perioder, 1975-1980 og igen fra 1985 og frem til i dag (2018). 
I 1979 etablerede Michaels produktionsselskabet Broadway Video som  blandt andet har produceret Kids in the Hall
Siden 1993 har han endvidere produceret NBC's Late Night with Conan O'Brien. 

## Udvalgt filmografi
- Saturday Night Live, (1975-1980, 1985-i dag) (producent og manuskriptforfatter)
- The Beach Boys: It's OK (1976) (TV) (executive producer)
- The Paul Simon Special (1977) (TV) (producer)
- Things We Did Last Summer (1978) (TV movie) (producer)
- The Rutles: All You Need Is Cash, (1978) (TV) (executive producer)
- Gilda Live, (1980) (producent)
- Steve Martin's Best Show Ever (1981) (TV) (producer)
- Simon and Garfunkel: The Concert in Central Park (1982) (TV dokumentar) (executive producer)
- The New Show, (1984) TV-serie (producent)
- Three Amigos!, (1986) (producent)
- The Kids in the Hall, (1989) TV-serie (executive producer)
- Wayne's World, (1992) (producent)
- Coneheads, (1993) (producent)
- Late Night with Conan O'Brien, (1993-) TV-serie (executive producer)
- Wayne's World 2, (1993) (producent)
- Lassie, (1994) (producent)
- Tommy Boy, (1995) (producent)
- Black Sheep, (1996) (producent)
- Kids in the Hall: Brain Candy, (1996) (producent)
- A Night at the Roxbury, (1998) (producent)
- Rutles 2: Can't Buy Me Lunch, (2002) (TV) (executive producer)
- 30 Rock (executive producer)
- Late Night with Jimmy Fallon (executive producer)
- Portlandia (executive producer)